# Hermann von Pückler-Muskau
Le prince Hermann von Pückler-Muskau est un paysagiste, orientaliste et écrivain allemand, né le 30 octobre 1785 au château de Muskau en Haute-Lusace et mort le 4 février 1871 au château de Branitz, près de Cottbus (royaume de Prusse).
Il écrit sous le nom de plume de « Semilasso ». Né comte, il est titré prince en 1822.

## Biographie

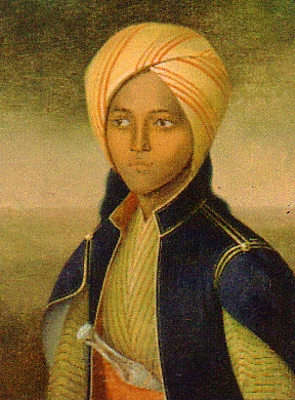
Portrait de Mahbouba vers 1840.

Pückler sert dans un régiment de cavalerie de Dresde, puis voyage en France et en Italie, souvent à pied. Il hérite du domaine de Muskau à la mort de son père en 1811 et rejoint ensuite les armées de coalition contre Napoléon. Le jeune comte est major de l'armée impériale russe pendant la guerre de 1813 en Allemagne, puis se distingue sur le champ de bataille, sous les ordres du duc de Saxe-Weimar. Il est alors nommé gouverneur civil et militaire de Bruges. Il passe ensuite plusieurs années à voyager, dont une année en Angleterre, visitant les parcs des châteaux anglais. Il épouse la comtesse douairière Lucie von Pappenheim (de), née von Hardenberg (de) (fille du célèbre chancelier de Prusse) en 1817, mais s'en sépare rapidement. La séparation est officiellement prononcée en 1826, mais il garde des liens épistolaires et amicaux avec son épouse.
Frédéric-Guillaume III de Prusse l'élève au titre de prince en 1822 en compensation de certains privilèges auxquels il a dû renoncer. Il voyage à nouveau en Angleterre et aussi en Afrique du Nord, Tunisie, Algérie, Égypte et Soudan, où il explore l'ancienne Nubie (il visite le site de Naqa en 1837). Il achète au marché des esclaves du Caire une adolescente dont il s'entiche et qu'il nomme « Machbuba » (la Bien-Aimée). Ils poursuivent ensemble leur chemin en Asie Mineure, et en Grèce. De retour en Allemagne, il présente l'adolescente à la haute société, mais elle meurt en 1840 après avoir contracté la tuberculose. Le prince passe dès lors son temps entre Berlin et Muskau, dont il améliore le parc. Il le vend cependant en 1845 et élit comme principale résidence le château de Branitz, où il aménage aussi un parc et se fait connaître comme paysagiste dans les châteaux du Brandebourg. Il fréquente des personnalités de son époque comme Karl Friedrich Schinkel, Leopold Schefer, E.T.A Hoffmann, Bettina von Arnim, Karl August Varnhagen von Ense, Heinrich Heine et fait partie du salon de Rahel Varnhagen. De temps en temps il voyage en Allemagne et en Italie.
Son ouvrage Andeutungen über Landschaftsgärtnerei rencontre un immense succès en Allemagne. Son parc romantique de Muskau à l'anglaise fait école dans toute l'Europe centrale. Il est aujourd'hui protégé par l'UNESCO.
Le prince soutient la politique de réformes administratives du baron de Stein, mais son style de vie extravagant, son panthéisme et ses foucades (il s'habillait souvent en oriental) soulèvent les critiques de la bonne société.
Il est toutefois à la fin de sa vie membre de la chambre des seigneurs de Prusse. Son élève le plus fameux, Eduard Petzold, a écrit sa première biographie.
Ses lettres d'amour à la jeune comtesse Ada von Treskow (de) (1840-1918) sont publiées en 1938.
Hermann von Pückler-Muskau est le petit-neveu de la musicienne Louise Diede zum Fürstenstein.

## Ouvrages littéraires
- 1830 Briefe eines Verstorbenen

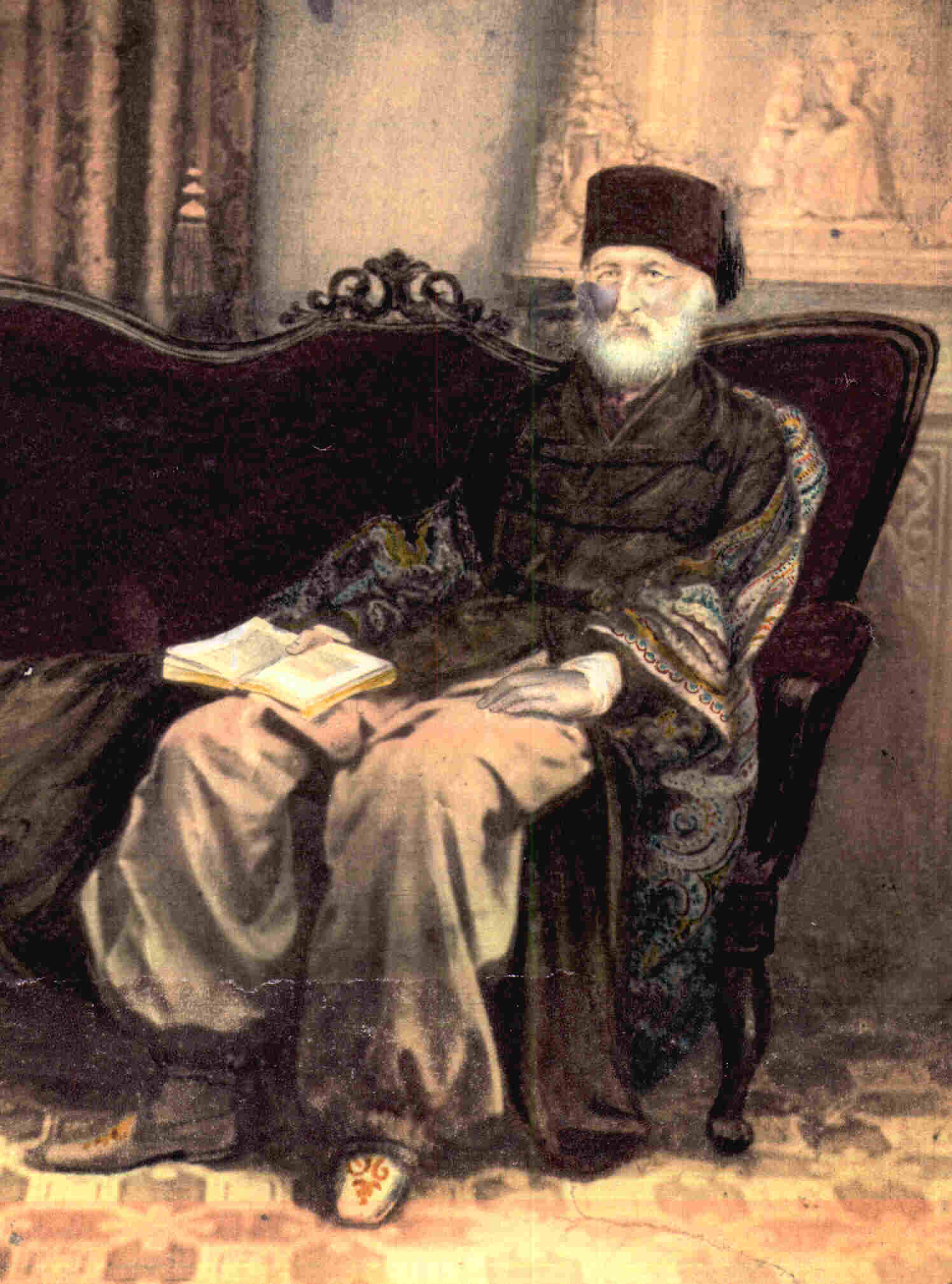
Le prince à la fin de sa vie

- 1834 Tutti Frutti, aus den Papieren eines Verstorbenen
- 1835 Jugendwanderungen
- 1835 Semilassos vorletzter Weltgang, erster Gang: Europa
- 1836 Semilasso in Afrika
- 1838 Der Verläufer
- 1840 Südöstlicher Bildersaal
- 1844 Aus Mehemed Alis Reich
- 1846-1848 Die Rückkehr
- 1873-1876 Briefwechsel und Tagebücher